# Ángel Atienza
Ángel Atienza Landeta (* 16. März 1931 in Madrid; † 23. August 2015 ebenda) war ein spanischer Fußballspieler. 

## Karriere
Atienza Landeta, in Unterscheidung zu seinem älteren Bruder Adolfo Atienza Landeta (* 1927) auch unter dem Spielernamen Atienza II geläufig, kam 18-jährig im Seniorenfußball zu seinen ersten Punktspielen. Für den Liganeuling SG Lucense bestritt er in der Gruppe Nord der Segunda División von 1949 bis 1952 insgesamt 47 Saisonspiele, von denen er in seiner Premierensaison 18 bestritt. Er debütierte am 18. September 1949 (3. Spieltag) beim 1:0-Sieg im Heimspiel gegen den Neuling UD Orensana. Nachdem er in der Folgesaison 27 Punktspiele bestritten hatte, waren es in seiner letzten nur noch zwei; sein Verein wurde im Jahr 1953 aufgelöst und ging in den CD Lugo auf.
Mit dem Wechsel zum Erstligaaufsteiger Real Saragossa kam er in der Rückrunde der Saison 1951/52 noch in elf Punktspielen zum Einsatz, wobei er sein Erstligadebüt am 20. Januar 1952 (19. Spieltag) bei der 1:2-Niederlage im Auswärtsspiel gegen den amtierenden Meister Atlético Madrid gab. In der Folgesaison erzielte er vier Tore in 26 Punktspielen, sein erstes am 9. November 1952 (9. Spieltag) beim 3:2-Sieg im Auswärtsspiel gegen Sporting Gijón mit dem Treffer zum 1:0 in der zehnten Minute. Seine letzten 23 Punktspiele für den Verein bestritt er – Abstieg bedingt – in der Saison 1953/54 in der Gruppe Nord der Segunda División.
Seine (sportlich) erfolgreichste Zeit hatte er von 1954 bis 1959, er spielte 73 Mal für Real Madrid in der Primera División und wurde dreimal Spanischer Meister. Den Wettbewerb um den Copa de S.E. El Generalísimo, wie sich der nationale Vereinspokal seinerzeit nannte, gewann er in 14 Spielen nicht. Doch auf internationaler Vereinsebene dafür den  Europapokal der Landesmeister, ab der Premiere in der Saison 1955/56 dreimal in Folge. 
Beim ersten Gewinn des Copa Latina wirkte er am 26. Juni 1955 im Pariser Prinzenpark beim 2:0-Sieg über Stade Reims mit, beim zweiten am 23. Juni 1957 im Estadio Santiago Bernabéu beim 1:0-Sieg über Benfica Lissabon nicht mehr. 

## Erfolge
- Europapokalsieger der Landesmeister 1956, 1957, 1958
- Copa Latina-Sieger 1955, (1957 ohne Einsatz)
- Spanischer Meister 1955, 1957, 1958